# Stensjökvarnsskogens naturreservat
Stensjökvarnsskogens naturreservat är ett naturreservat  i Vaggeryds kommun i Jönköpings län i Småland.
Området är skyddat sedan 2018 och är 23 hektar stort. Det är beläget sydost om Stensjön och består av granskog och barrblandskog.